# Theodor Heymann
Clemens Theodor Heymann (* 27. September 1853 in Frankenstein; † 6. November 1936 in Großolbersdorf) war ein deutscher Unternehmer und konservativer Politiker im Königreich Sachsen.

## Leben und Wirken
Der Sohn des Erbrichters und Gemeindevorstands Karl Gottlob Heymann in Großolbersdorf besuchte vor Ort die Volksschule und genoss anschließend vier Jahre Privatunterricht. Von 1874 bis 1877 leistete er seinen Militärdienst bei den Jägern, der Feldartillerie und der Gendarmerie ab. Nach seiner Hochzeit übernahm er 1878 das Erb- und Lehngericht seines Vaters. 1882 wurde er zum Ortsrichter und Mitglied des Gemeinderats gewählt. 1886 war er Gemeindeältester.
Heymann gründete 1891 eine Holzspielwarenfabrik mit anfänglich 12 Mitarbeitern. Bis 1906 konnte er den Betrieb so ausbauen, dass 50 Arbeiter im maschinellen Betrieb tätig waren und er zusätzlich 20 Heimarbeiter beschäftigen konnte. Der Absatz des Unternehmens reichte bis nach England. Das Unternehmen übernahm im Mai 1909 auch die Produktion von Reformspielzeug der Dresdner Werkstätten für Holzkunst, die Anfang des Jahrhunderts mit künstlerisch hochwertigen und pädagogisch anspruchsvollen Spielwaren neue Wege wies. Die Fabrikation von Spielwaren musste nach Beginn des Ersten Weltkrieges eingestellt werden. In der Fabrik wurden danach Möbel produziert.
Ab 1888 war Heymann Vorsitzender des Landwirtschaftlichen Vereins für Großolbersdorf und Umgebung. Des Weiteren war er Mitglied im engeren Ausschusses des landwirtschaftlichen Kreisvereins im Erzgebirge, Bezirksvorsteher des Militärvereinsbundesbezirks Marienberg und ab 1898 stellvertretendes Mitglied des Verwaltungsrats des Landwirtschaftlichen Kreditvereins.
Von 1891 bis 1918 hatte er als Abgeordneter des 33. ländlichen Wahlkreises in der II. Kammer des Sächsischen Landtags das Mandat inne, auf dem von 1873 bis 1891 bereits sein Vater dem Landtag angehört hatte.